# Snøhetta
Snøhetta é uma montanha da Noruega, com 2286 m de altitude e 1675 m de proeminência topográfica. É a montanha mais alta da cordilheira Dovrefjell, a 24.ª mais alta da Noruega (considerando montanhas os picos que excedem 30 m de proeminência topográfica), e a 3.ª mais proeminente.
Está no interior do Parque Nacional Dovrefjell-Sunndalsfjella.
A montanha tem vários picos:
- Stortoppen, o mais alto, altitude 2286 m e proeminência topográfica 1675 m.
- Midttoppen, altitude 2278 m, proeminência topográfica 40 m
- Hettpiggen, altitude 2261 m, proeminência topográfica 50 m
- Vesttoppen, altitude 2253 m, proeminência topográfica 70 m